# Battery Island
Battery Island är en ö i Australien. Den ligger i delstaten Tasmanien, i den sydöstra delen av landet, omkring 280 kilometer norr om delstatshuvudstaden Hobart.
I omgivningarna runt Battery Island växer huvudsakligen savannskog. Genomsnittlig årsnederbörd är 758 millimeter. Den regnigaste månaden är juli, med i genomsnitt 86 mm nederbörd, och den torraste är januari, med 30 mm nederbörd.